# Simone Koch (Medizinerin)

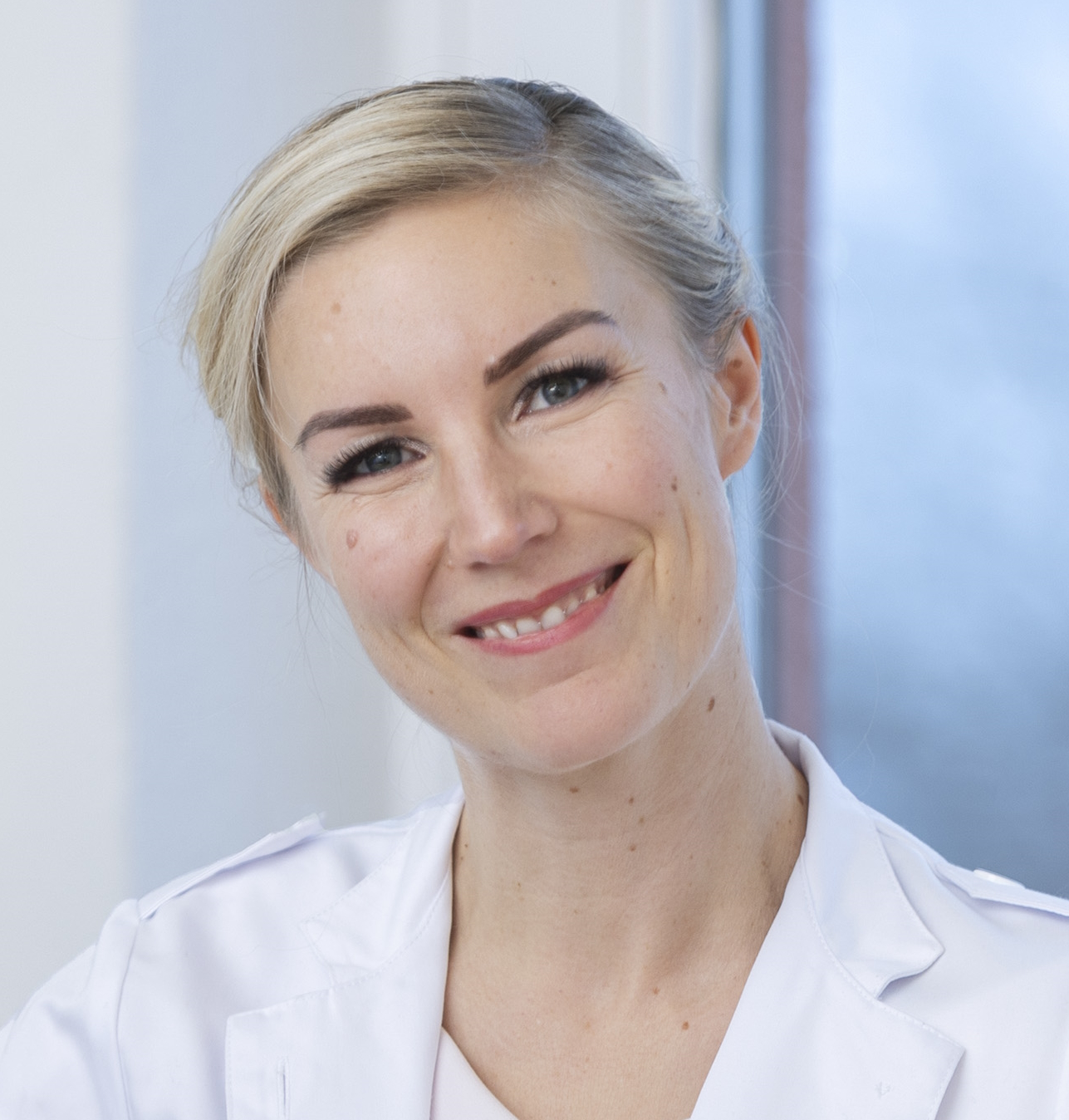
Simone Koch

Simone Koch (* 1. Oktober 1979 in Neumünster) ist eine deutsche Alternativmedizinerin und Sachbuchautorin. Ein Arbeitsschwerpunkt ist die Autoimmunerkrankung Hashimoto-Thyreoiditis, von der Koch auch selbst betroffen ist.

## Wirken
Simone Koch studierte ab 1999 Medizin in Greifswald und Lübeck, erhielt 2006 die Approbation und promovierte 2010. Sie wurde in Gynäkologie weitergebildet und besuchte Fortbildungen zur Ernährungs- und Umweltmedizin. Sie betreibt zwei Privatpraxen ohne Kassenzulassung für Ernährungs- und „funktionelle Medizin“ in Berlin und Leipzig.
Seit 2019 schrieb Koch mehrere Ratgeber und Kochbücher, die sich schwerpunktmäßig mit der Hashimoto-Erkrankung befassen. Dort stellt sie unter anderem ein Diät-Programm vor, das Hashimoto-Betroffenen beim Abnehmen helfen soll. Außerdem verfasste sie in einer Heilpraktikerzeitschrift einen Fachbeitrag zu einem Ernährungsthema und tritt in den Medien als Expertin auf.

## Veröffentlichungen
- Mit Yavi Hameister: Happy Hashimoto. mvg Verlag, München 2019, ISBN 978-3-7474-0123-1.
- Autoimmunhilfe. Südwest Verlag, München 2020, ISBN 978-3-517-09785-5.
- Das 4-Wochen-Anti-Entzündungsprogramm. TRIAS Verlag, Stuttgart 2021, ISBN 978-3-432-11318-0.
- Mit Yavi Hameister: Happy Hashimoto – Das Kochbuch. Riva, München 2021, ISBN 978-3-7423-1720-9.
- Schlank und voller Energie bei Hashimoto. TRIAS Verlag, Stuttgart 2022, ISBN 978-3-432-11320-3.